# Costariaceae
Famille
Synonymes
- Agaraceae, Postels & Ruprecht, 1840

,
Les Costariaceae sont une famille d’algues brunes de l'ordre des Laminariales. 

## Étymologie
Le nom vient du genre type Costaria, dérivé du latin costa, « côte ; nervure », en référence à la structure de la fronde de l'algue « membraneuse, intègre, linéaire, multi-nervurée ».

## Liste des genres
Selon World Register of Marine Species (25 août 2017) :
- Agarum Dumort., 1822
- Costaria Greville, 1830
- Dictyoneurum Ruprecht, 1852
- Thalassiophyllum Postels & Ruprecht, 1840